# United Nations Vienna Civil Society Award
Der United Nations Vienna Civil Society Award wurde an Personen und Organisationen verliehen, die sich gegen Verbrechen, Drogenmissbrauch, Korruption, Menschenhandel und Terrorismus engagieren.
Die Preis wurde von 1999 bis 2006 jährlich in Zusammenarbeit mit der Stadt Wien, dem österreichischen Bundesministerium für europäische und internationale Angelegenheiten und dem United Nations Office on Drugs and Crime (UNODC) vergeben.

## Preisträger
- 2001 Saida Benhabyles Algerien, Athanase Rwamo Burundi, Veronica Colondam Indonesien, Instituto Mundo Libre Peru[1]
- 2002 Georg Sporschill
- 2005 Mothers against Drugs Belarus, Albergue Infantil de Bogotá Kolumbien, Rebirth Charity Organization Iran[2]